# Light Me Up (singel Gromee’ego)
Light Me Up – singel polskiego DJ-a i producenta muzycznego Gromee’ego, nagrany z gościnnym udziałem szwedzkiego piosenkarza Lukasa Meijera, wydany cyfrowo 15 lutego 2018 nakładem wytwórni Sony Music Poland. Utwór napisali Andrzej Gromala, Lukas Meijer, Mahan Moin i Christian Rabb.
Kompozycja została zakwalifikowana do stawki finałowej krajowych eliminacji do 63. Konkursu Piosenki Eurowizji i wygrała selekcje, dzięki czemu reprezentowała Polskę w 63. Konkursie Piosenki Eurowizji w Lizbonie.
Nagranie znalazło się na 1. miejscu listy AirPlay, najczęściej odtwarzanych utworów w polskich rozgłośniach radiowych, i pokryło się w Polsce podwójną platyną. Singel grany był również przez rozgłośnie radiowe w Europie, m.in. na Słowacji, Litwie i w Rosji.

## Historia utworu

### Geneza
Utwór skomponowali Andrzej Gromala i Lukas Meijer, a tekst napisali Mahan Moin i Christian Rabb. Singel został wydany cyfrowo 15 lutego 2018. Piosenka jest jedenastym singlem zwiastującym debiutancki album studyjny Gromee’ego, zatytułowany Chapter One.

### Teledysk
15 lutego 2018 w serwisie YouTube został opublikowany oficjalny teledysk do piosenki, którego reżyserem został Julie Gomez. Do 5 maja klip osiągnął wynik ponad 10 mln wyświetleń na oficjalnym kanale Gromee’ego na YouTube.

### Konkurs Piosenki Eurowizji
Na początku lutego 2018 utwór został zgłoszony do krajowych eliminacji do 63. Konkursu Piosenki Eurowizji organizowanego w Lizbonie. 8 lutego ogłoszono, że znalazł się na liście dziesięciu utworów dopuszczonych do stawki finałowej konkursu. 3 marca został zaprezentowany na żywo podczas finału selekcji. Zajął ostatecznie pierwsze miejsce z 20 zdobytymi punktami (12 punktów od telewidzów i 8 punktów od jurorów), zostając utworem który będzie reprezentować Polskę w 63. Konkursie Piosenki Eurowizji w Lizbonie. 10 maja został zaprezentowany przez reprezentację jako jedenasty w kolejności w drugim półfinale konkursu i nie został zakwalifikowany do finału.

## Sukces komercyjny
Singel dotarł do 1. miejsca listy AirPlay – Top, najczęściej granych utworów w polskich rozgłośniach radiowych, i pokrył się w Polsce podwójną platyną, rozchodząc się w ponad 40 tysiącach kopii.

## Lista utworów
- Digital download[12]

1. „Light Me Up” (feat. Lukas Meijer) – 3:38

- Singel CD[13]

1. „Light Me Up” (Radio Edit)
2. „Light Me Up” (Extended version)
3. „Light Me Up” (Eurovision karaoke version) – 3:02

## Notowania i certyfikaty
| Terytorium | Notowanie         | Najwyższa pozycja | Źr.    |
| ---------- | ----------------- | ----------------- | ------ |
| Czechy     | Rádio – Top 100   | 16                | [ 14 ] |
| Polska     | AirPlay – Top     | 1                 | [ 9 ]  |
| Polska     | AirPlay – Nowości | 1                 | [ 15 ] |
| Polska     | Top – Dyskoteki   | 4                 | [ 16 ] |
| Rosja      | Top Radio Hits    | 99                | [ 17 ] |
| Słowacja   | Rádio – Top 100   | 27                | [ 18 ] |

| Terytorium | Notowanie      | Najwyższa pozycja | Źr.    |
| ---------- | -------------- | ----------------- | ------ |
| Rosja      | Top Radio Hits | 93                | [ 19 ] |

| Kraj          | Certyfikat         | Sprzedaż |
| ------------- | ------------------ | -------- |
| Polska (ZPAV) | 2× platynowa płyta | 40 000+  |